# Les Authieux-sur-le-Port-Saint-Ouen
Authieux-sur-le-Port-Saint-Ouen – miejscowość i gmina we Francji, w regionie Normandia, w departamencie Sekwana Nadmorska.
Według danych na rok 1990 gminę zamieszkiwały 954 osoby, a gęstość zaludnienia wynosiła 211 osób/km² (wśród 1421 gmin Górnej Normandii Authieux-sur-le-Port-Saint-Ouen plasuje się na 254. miejscu pod względem liczby ludności, natomiast pod względem powierzchni na miejscu 724.).